# Louise Mörk
Åse Louise Mörk, född Fredriksson 30 mars 1993 i Nederkalix församling i Norrbottens län, är en svensk politiker (socialdemokrat). Hon var riksdagsledamot (statsrådsersättare) under hösten 2022, invald för Norrbottens läns valkrets.
Mörk kandiderade i riksdagsvalet 2022 och blev ersättare. Hon var tjänstgörande statsrådsersättare för Ida Karkiainen 26 september–18 oktober 2022. I riksdagen var Mörk ledamot i konstitutionsutskottet.